# Lucy Stillman
Lucy Stillman es un personaje ficticio de la saga de videojuegos Assassin's Creed. Lucy emerge como uno de los principales personajes de los tres primeros videojuegos de la saga: Assassin's Creed, Assassin's Creed II y Assassin's Creed: Brotherhood.
Su personaje adquiere un papel protagonista en los videojuegos Assassin's Creed, Assassin's Creed II y Assassin's Creed: Brotherhood, dentro de la línea temporal contemporánea de la saga, al actuar como instructora y aliada del personaje de Desmond Miles, por el que parece sentir un interés romántico. A lo largo de la saga se nos muestra la auténtica lealtad de Stillman, revelándose que en realidad ella era una Templaria que actuaba como infiltrada dentro de la Orden de los Asesinos con el objetivo de que Desmond la guiara hacia el Fruto del Edén.
Su voz en el doblaje inglés corre a cargo de la actriz y cantante Kristen Bell, quien además sirvió como modelo para la creación del personaje, mientras que su doblaje al español lo ejecuta Olga Velasco.

## Diseño
Lucy Stillman se muestra desde un principio como una aliada cercana al personaje de Desmond Miles, incluso en el primer Assassin's Creed donde el propio Desmond es secuestrado por Industrias Abstergo y Lucy aparenta ser una trabajadora de la empresa.
Lucy mantiene siempre una actitud optimista y audaz, en cualquier situación. Su personalidad cercana y su sentido del humor atrajo al propio Desmond, que se sentía atraído por ella. Sin embargo, Lucy empleó todo esto como una fachada para actuar como doble-espía dentro de la Orden de los Asesinos por orden de Warren Vidic. Pese a todo, según se muestra en diálogos y archivos de la obra en el juego Assassin's Creed: Revelations, los sentimientos de Lucy por Desmond eran recíprocos, e incluso Vidic creía que podía poner en peligro su tapadera.

## Historia

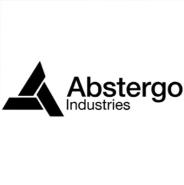
Por petición de su mentor, Lucy se infiltró en Industrias Abstergo

La biografía del personaje de Lucy Stillman antes de los sucesos cronológicos de la saga no se narran hasta Assassin's Creed: Revelations, en el contenido descargable. Se menciona que nació en el seno de la Orden de los Asesinos, siendo su mentor William Miles, padre de Desmond Miles. Tras estudiar en la universidad neurociencia cognitiva, ingresó en Industrias Abstergo (una tapadera de los Templarios para investigar el Animus) con el objetivo de que operara como infiltrada y descubriera los secretos del Animus.
Dentro de Abstergo, Lucy contactó con Clay Kaczmarek, otro Asesino infiltrado cuyo propósito era servir de conejillo de indias a los Templarios para investigar el Animus de primera mano. A lo largo de Assassin's Creed: Brotherhood y Revelations, Clay continuamente le insinúa a Desmond que Lucy no es quien aparenta ser, aunque nunca sin mencionarlo directamente. 
No es hasta el contenido descargable de Revelations que se revela que los prolongados años de estancia de Lucy en Abstergo terminaron por influenciarla de manera decisiva; Lucy comenzó a cuestionarse sus propósitos como Asesina, culminando en su deserción de la Orden para unirse a los Templarios, actuando a partir de entonces como una doble-espía. Clay descubrió las verdaderas intenciones de Lucy, la cual decidió aislarlo para evitar que contactara con los Asesinos; con el tiempo, las continuas sesiones en el Animus terminaron por enloquecer a Clay, el cual finalmente se suicidó.

### Assassin's Creed
El papel de Lucy en la entrega debut de la saga es servir como ayudante científica del doctor Warren Vidic. Lucy actúa de manera protectora y cercana para con Desmond, en contraposición al severo y sobreprotector Vidic. Lucy también trataba de proporcionar información a Desmond sobre su presencia en Abstergo y los objetivos de la empresa, aunque nunca revelando más de lo necesario.

### Assassin's Creed II
El juego se inicia con Lucy ayudando a Desmond a escapar de Industrias Abstergo. Ambos se enfrentan a los guardias que se cruzan a su paso y llegan hasta el aparcamiento. Llegan hasta una localización desconocida, donde Lucy afirma que Desmond será entrenado para convertirse en un Asesino. Lucy también le presenta a Desmond a dos de sus camaradas y quienes serán sus colaboradores mientras Desmond se encuentre en el Animus: Shaun Hastings y Rebecca Crane, el historiador y la programadora del Animus, respectivamente. Conforme Desmond revive las memorias de su antepasado, Ezio Auditore, comienza a perfeccionar más y más sus aptitudes como Asesino gracias al Efecto Sangrado.
En el epílogo, Abstergo descubre la localización del grupo de Desmond, lugar al que acude el doctor Warren Vidic con sus hombres dispuesto a llevarse de nuevo a Desmond y Lucy. Desmond, ahora con sus nuevas capacidades de lucha, despacha a los hombres de Vidic, el cual se ve obligado a huir. Sabiendo que deben ocultarse de los Templarios, el grupo huye a un nuevo destino: Monteriggioni.

### Assassin's Creed: Brotherhood
El grupo se instala dentro de Villa Auditore, en Monteriggioni, con el objetivo de que Desmond continúe explotando las memorias de Ezio para descubrir el significado de las palabras de la diosa Minerva. En las secuencias que Desmond y Lucy comparten juntos se puede observar que poseen un gran nivel de confianza y cercanía juntos, mostrándose una gran preocupación el uno por el otro.
Es en esta entrega cuando comienza a insinuarse que exista un traidor dentro del grupo, esto el juego lo revela mediante los mensajes que Clay le proporciona a Desmond a través del Animus, y las huellas de pisadas que Desmond puede percibir a través de la Vista de Águila (se vislumbran en color rojo, es decir, el color de los enemigos). Mientras tanto, Lucy mantiene contacto con el exterior a través de William Miles, no descubriéndose hasta Revelations que en realidad es el doctor Warren Vidic haciéndose pasar por el propio William Miles.
Tras descubrir que bajo el Coliseo de Roma se oculta uno de los Grandes Templos dejados por los Precursores, el grupo parte para allá. Tras llegar a una cripta, un ser que se hace llamar Juno toma posesión de Desmond y lo obliga a apuñalar con su cuchilla oculta a Lucy en el vientre, provocando que se desangre y muera, en lo que para algunos medios fue una de las muertes más impactantes de la historia de los videojuegos.

### Assassin's Creed: Revelations
El personaje no hace aparición en este juego, pero se revelan datos trascendentales sobre la historia y acciones de Lucy.
Shaun revela que Lucy ha sido enterrada en un pequeño cementerio en Marino, en la propia Italia. William Miles, que ahora asiste a su hijo mientras está en estado comatoso, pregunta qué relación tenían ambos, revelando Shaun que Lucy le había confesado que se sentía atraída por Desmond.
Durante una de las escenas del contenido descargable de Assassin's Creed: Revelations, se muestran los auténticos planes de Lucy: conseguir el Fruto del Edén y enviarlo con los Templarios una vez lo hubieran obtenido.

### Assassin's Creed III
Solo es mencionado por Desmond, cuando el confiesa que cuando estaba bajo la influencia por Juno por el Fruto no hizo todo lo posible por resistirse, teniendo visiones de lo que ocurriría si Lucy conseguía hacerse con el Fruto de alguna manera creyó que la mató porque él comprendía que debía hacerlo.